# Río Locumba
Der Río Locumba, oberhalb der Einmündung des Río Cinto auch Río Salado, ist ein 75 km langer Zufluss des Pazifischen Ozeans im äußersten Süden von Peru in der Region Tacna. Dort durchfließt er die Provinz Jorge Basadre.

## Flusslauf
Die beiden Quellflüsse des Río Locumba, Río Curibaya (links) und Río Ilabaya (rechts), vereinigen sich bei Ticapampa im Distrikt Ilabaya auf einer Höhe von etwa 1090 m. Deren Quellgebiete liegen in der Provinz Candarave in der peruanischen Westkordillere. Der Río Locumba fließt anfangs in westsüdwestlicher Richtung durch die aride, wüstenhafte Landschaft. Er wird von einem schmalen Streifen bewässerter Agrarflächen flankiert. Im Mittellauf durchquert der Fluss den Distrikt Locumba. Bei Flusskilometer 45, bei der Ortschaft Locumba, trifft der Río Cinto von rechts auf den Fluss. Der Río Locumba wendet sich in Richtung Südsüdwest. Bei Flusskilometer 33 nahe Puente Camiara überquert die Nationalstraße 1S (Panamericana) den Fluss. Der Unterlauf liegt im Distrikt Ite. Knapp 1,5 km oberhalb der Mündung nahe der Ortschaft Ite kreuzt die Küstenstraße den Río Locumba. Die Mündung des Río Locumba in den Pazifik wird flankiert von dem Feuchtgebiet Humedales de Ite. 

## Einzugsgebiet
Das Einzugsgebiet des Río Locumba umfasst eine Fläche von etwa 5680 km². Es erstreckt sich über Teile der Provinzen Ilo, Mariscal Nieto, Candarave und Jorge Basadre. Es grenzt im Westen an das des Río Moquegua, im Norden an das des Río Tambo, im Nordosten an die Einzugsgebiete von Río Ilave und Río Maure sowie im Osten an das des Río Sama.

## Ökologie
Bis zum Jahr 1996 wurde von der Toquepala-Kupfermine mit Bergbaurückständen (Silikat, Schwermetallen, Zyanid und anderen giftigen Stoffen) belastetes Wasser in das Flusssystem des Río Locumba geleitet. Dies führte zu schwerwiegenden Umweltauswirkungen, insbesondere im Küstenbereich vor der Mündung des Río Locumba. 